# پاپا دی
پاپا دی (انگلیسی: Papa Dee؛ زادهٔ ۱۳ ژوئیهٔ ۱۹۶۶) موسیقی‌دان، ترانه‌سرا، خواننده رپ و صداپیشه اهل سوئد است. وی از سال ۱۹۸۸ میلادی تاکنون مشغول فعالیت بوده‌است.
وی بابت بازخوانی موفقیت‌آمیز ترانهٔ مشهور کت استیونز به‌نام «نخستین زخم عشق، عمیق‌ترین است» شهرت دارد و از ترانه‌هایش در برخی فیلم‌های سینمایی همچون غارتگر ۲ و دو دختر و یک مرد استفاده شده است.